# Eddy Voordeckers
Eddy Voordeckers (* 4. Februar 1960 in Geel) ist ein ehemaliger belgischer Fußballspieler auf der Position eines Stürmers. Sein 1984 geborener Sohn Davy Voordeckers ist ebenfalls als Fußballspieler aktiv, war aber bisher zumeist nur als Amateurspieler aktiv und brachte es nur auf wenige Einsätze in Belgiens Zweitklassigkeit.

## Spielerkarriere
Voordeckers begann seine Karriere 1976 beim KFC Diest. 1979 wechselte er zu Standard Lüttich. In Lüttich gewann der Stürmer 1982 seine erste belgische Meisterschaft und gewann weiters einmal den belgischen Pokal und den belgischen Supercup. 1982 ging er zum Waterschei Thor Genk, wo er bis 1985 keinen Titel erringen konnte. Ab diesem Jahr versuchte er sich zwei Jahre in Frankreich bei Stade Rennes. 1987 kehrte er nach Belgien zurück und unterschrieb einen Vertrag bei KAA Gent. Von 1990 bis 1992 ließ er seine Karriere beim KVC Westerlo ausklingen.
International spielte Voordeckers 29 Mal für Belgien und erzielte dabei vier Tore. Er nahm an der Europameisterschaft 1984 in Frankreich teil. Belgien schied in der Gruppenphase aus.

## Erfolge
- einmal belgischer Meister (1982)
- einmal belgischer Pokalsieger (1981)
- einmal belgischer Supercupsieger (1981)